# Jack Devnarain
Jack Devnarain es un actor sudafricano, conocido por su actuación en las series de televisión The Ghost and the Darkness, Isidingo y Mayfair.

## Biografía
Nació el 9 de febrero de 1971 en Tongaat, Durban, KwaZulu-Natal, Sudáfrica. Su madre era profesora de teatro.
Está casado con Pam Devnarain y es padre de dos hijos.

## Carrera profesional
Debutó como actor en Durban a través del circuito de teatro comunitario. Estudió derecho en la Universidad de KZN y se graduó en 1993. En 1996, debutó en cine con The Ghost And the Darkness con un papel secundario. En 1998, apareció en la serie de televisión Isidingo como 'Rajesh Kumar'. Trabajó en el Servicio de Policía durante nueve años hasta 2003 en las unidades de Respuesta Rápida y Prevención del Delito. Sin embargo, continuó actuando en televisión, cine y teatro.
En 2002, se mudó a Johannesburgo para dedicarse profesionalmente a la actuación. En 2011, protagonizó la película 31 million Reasons. Posteriormente, recibió una nominación en los SAFTA como Mejor Actor Protagónico en un Largometraje. En 2015, formó parte del grupo Trek4Mandela que llegó a la cima del Kilimanjaro el Día de Mandela, en un esfuerzo por recaudar fondos para apoyar a Caring4Girls. También es miembro del Comité Ejecutivo del Gremio de Actores de Sudáfrica (SAGA) desde 2010.
En 2018, se unió al elenco de la película Mayfair como 'Jalaal', que recibió críticas positivas y se proyectó en el 62 ° Festival de Cine de Londres y Africa in Motion Film Festival en octubre de 2018.

## Filmografía
| Año  | Título                                   | Rol                  | Tipo                    |
| ---- | ---------------------------------------- | -------------------- | ----------------------- |
| 1996 | The Ghost and the Darkness               | Nervous Sikh Orderly | Película                |
| 1998 | Isidingo                                 | Rajesh Kumar         | Serie de televisión     |
| 2004 | The Eastern Bride                        | Zahoor Mustafa       | Video casero            |
| 2005 | City Ses'la                              | Tío Prakash uncle    | Serie de televisión     |
| 2008 | On the Couch                             | Dev                  | Serie de televisión     |
| 2009 | Tornado and the Kalahari Horse Whisperer | Doctor               | Película                |
| 2010 | Florida Road                             | Doctor               | Película                |
| 2011 | 31 Million Reasons                       | Ronnie Gopal         | Película                |
| 2018 | Liberty                                  | Mr. Bhandari         | Miniserie de televisión |
| 2018 | Mayfair                                  | Jalaal               | Película                |
| TBD  | Alleyway                                 | Doctor Hakeem        | Película                |